# Coupe de Belgique de football 1970-1971
Navigation
Édition précédente Édition suivante
La Coupe de Belgique 1970-1971 est la seizième édition de l'épreuve. Trois ans après son échec face au FC Brugeois, le Beerschot VAV inscrit son nom au palmarès en écartant St-Trond en finale, au Stade du Heysel à Bruxelles.

## Formule
Cette édition respecte la même formule que celle adaptée pour la réapparition de l'épreuve en 1963. Elle se déroule selon le principe de « rencontres à élimination directe en une seule manche sur le terrain de la première équipe tirée au sort ».

La phase finale réunit 64 clubs à partir des 1/32e de finale où les équipes de Division 1 (16) et Division 2 (16) (de la saison précédente) attendent les 32 rescapés de 4 tours préliminaires. Ceux-ci se déroulement en préambule de la saison durant le mois d'août. Le premier tour concerne 128 clubs qui sont rejoints au 2e tour par les cercles de Promotion. Les formations de Division 3 entrent en lice lors du 4e tour.
Un élément important à noter est que la division de référence d'un club pour désigner le moment où il commence la compétition est celle de la saison précédente. Dans cet article les divisions indiquées en regard des clubs est bien celle où ils évoluent pendant cette saison 1968-1969.

### Déroulement schématique

#### Tours préliminaires
- TOUR 1: 64 rencontres, 128 clubs des Séries provinciales
  - TOUR 2: 64 rencontres, 64 qualifiés du Tour 1 + les 64 clubs de Promotion de la saison précédente (qui sont têtes de série et ne se rencontrent pas entre eux)
    - TOUR 3: 32 rencontres, 64 qualifiés du Tour 2 (pré-tirage intégral, plus de tête de série)
      - TOUR 4: 32 rencontres, 32 qualifiés du Tour 3 + les 32 clubs de Division 3 de la saison précédente (qui sont têtes de série et ne se rencontrent pas entre eux)

#### Phase finale
- 1/32e de finale : 32 qualifiés du Tour 4, 16 clubs de Division 2 de la saison précédente et 16 clubs de Division 1 de la saison précédente (D1 et D2 sont têtes de série et ne se rencontrent pas entre elles)
  - 1/16e de finale (à partir de ce tour, tirage intégral, plus de têtes de série)
    - 1/8e de finale
      - 1/4 de finale
        - 1/2 finales
          - FINALE

## Répartition des clubs engagés
| Abréviations des Divisions - (I) : club évoluant en Division 1 - (II) : club évoluant en Division 2 - (III) : club évoluant en Division 3 - (P) : club évoluant en Promotion - (p-...) : club évoluant dans les séries provinciales concernées Abréviations des Provinces - (Anv) : Province d'Anvers - (Bbt) : Province de Brabant - (WVl) : Province de Flandre-Occidentale - (OVl) : Province de Flandre-Orientale - (Hai) : Province de Hainaut - (Liè) : Province de Liège - (Lim) : Province de Limbourg - (Lux) : Province de Luxembourg - (Nam) : Province de Namur | \| Province \| D1 \| D2 \| D3 \| P \| prov. \| Total \| \| ------------------- \| -- \| -- \| -- \| - \| ----- \| ----- \| \| Anvers \| 3 \| 4 \| 6 \| 1 \| 0 \| 14 \| \| Brabant \| 5 \| 1 \| 3 \| 0 \| 0 \| 9 \| \| Flandre occidentale \| 2 \| 2 \| 4 \| 1 \| 1 \| 10 \| \| Flandre orientale \| 2 \| 2 \| 2 \| 0 \| 0 \| 6 \| \| Hainaut \| 1 \| 2 \| 3 \| 0 \| 0 \| 6 \| \| Liège \| 2 \| 3 \| 1 \| 0 \| 0 \| 6 \| \| Limbourg \| 1 \| 2 \| 5 \| 3 \| 0 \| 11 \| \| Luxembourg \| 0 \| 0 \| 0 \| 1 \| 0 \| 1 \| \| Namur \| 0 \| 0 \| 1 \| 0 \| 0 \| 1 \| \| Total \| 16 \| 16 \| 25 \| 6 \| 1 \| 64 \| |    |    |   |       |       |
| Province | D1 | D2 | D3 | P | prov. | Total |
| Anvers | 3 | 4  | 6  | 1 | 0     | 14    |
| Brabant | 5 | 1  | 3  | 0 | 0     | 9     |
| Flandre occidentale | 2 | 2  | 4  | 1 | 1     | 10    |
| Flandre orientale | 2 | 2  | 2  | 0 | 0     | 6     |
| Hainaut | 1 | 2  | 3  | 0 | 0     | 6     |
| Liège | 2 | 3  | 1  | 0 | 0     | 6     |
| Limbourg | 1 | 2  | 5  | 3 | 0     | 11    |
| Luxembourg | 0 | 0  | 0  | 1 | 0     | 1     |
| Namur | 0 | 0  | 1  | 0 | 0     | 1     |
| Total | 16 | 16 | 25 | 6 | 1     | 64    |

## Trente-deuxièmes de finale
- 64 clubs, 32 rencontres programmées le 30 août 1970 (sauf 3 avancées au 29 et 1 décalée au 02/09).
  - Deux formations de « Division 1 » passent d'emblée à la trappe: le Crossing Schaerbeek est surpris à Seraing (D3) alors que le Lierse, vainqueur du trophée quelques années plus tôt, est éliminé par Helzold, un cercle de Promotion.
  - Deux équipes de « Division 2 » ne survivent pas à ce tour : l'Olympic de Charleroi, pourtant demi-finaliste la saison précédente, est battu à Tongres, alors qu'Eupen est défait au « Malinwa ».

| Dates      | Types   | Visités                       | Visiteur                            | Score final | Remarques            |
| ---------- | ------- | ----------------------------- | ----------------------------------- | ----------- | -------------------- |
| 30/08/1970 | D1-D3   | K. Beerschot VAV (I)          | V&V Overpelt-Fabriek (III)          | 2-0         |                      |
| 30/08/1970 | D1-D3   | K. FC Diest (-I)              | Witgoor Sport Dessel (III)          | 3-0         |                      |
| 30/08/1970 | D1-D3   | R. RC Tirlemont (III)         | UR St-Gilloise (I)                  | 1-4         |                      |
| 30/08/1970 | D1-D3   | R. AEC Mons (III)             | R. Racing White (I)                 | 0-1         |                      |
| 30/08/1970 | D1-D3   | K. FC Vigor Hamme (III)       | R. Charleroi SC (I)                 | 2-3         |                      |
| 30/08/1970 | D1-D3   | R. FC Liégeois (I)            | K. White Star Club Lauwe (III)      | 3-1         |                      |
| 30/08/1970 | D1-D3   | Racing Jet de Bruxelles (III) | K. St-Truidense VV (I)              | 0-4         | jouée au Staaienveld |
| 30/08/1970 | D1-D3   | K. Boom FC (III)              | Beveren-Waas SK (I)                 | 0-1         |                      |
| 29/08/1970 | D1-D3   | UR Namur (III)                | ARA La Gantoise (I)                 | 1-3         |                      |
| 29/08/1970 | D1-D3   | R. FC Brugeois T (I)          | VC Westerlo (III)                   | 10-0        |                      |
| 30/08/1970 | D1-D3   | R. Excelsior Mouscron (III)   | K. SV Waregem (I)                   | 0-4         |                      |
| 30/08/1970 | D1-D3   | R. FC Sérésien (III)          | R. Crossing Club de Schaerbeek (I)  | 1-0         |                      |
| 30/08/1970 | D1-P    | Zonhoven V&V (-P)             | R. Antwerp FC (-I)                  | 1-8         | jouée au Bosuil      |
| 02/09/1970 | D1-P    | R. Standard CL (I)            | R. Jeunesse Arlonaise (P)           | 5-0         |                      |
| 30/08/1970 | D1-P    | K. Helzold FC (P)             | K. Lierse SK (I)                    | 1-0         |                      |
| 30/08/1970 | D1-Prov | R. SC Anderlechtois (I)       | K. SV Blankenberge (p-WVl)          | 14-0        |                      |
| 30/08/1970 | D2-D2   | KV Mechelen (II)              | AS Eupen (-II)                      | 2-0         |                      |
| 30/08/1970 | D2-D3   | K. Berchem Sport (II)         | K. SC Maccabi Voetbal Antwerp (III) | 4-0         |                      |
| 30/08/1970 | D2-D3   | K. FC Turnhout (II)           | R. CS La Forestoise (III)           | 7-2         |                      |
| 30/08/1970 | D2-D3   | K. RC Mechelen (II)           | K. SC Menen (III)                   | 2-0         |                      |
| 30/08/1970 | D2-D3   | R. Daring CM (II)             | K. Kortrijk Sport (III)             | 4-0         |                      |
| 30/08/1970 | D2-D3   | Patro Eisden (-III)           | R. AA Louviéroise (-II)             | 1-2         |                      |
| 30/08/1970 | D2-D3   | K. FC Winterslag (III)        | R. Tilleur FC (II)                  | 2-2         | Tirs au but ?-?      |
| 30/08/1970 | D2-D3   | R. CS Verviétois (II)         | K. SC Eendracht Aalst (III)         | 2-1         |                      |
| 30/08/1970 | D2-D3   | K. SV Sottegem (II)           | K. Lyra (III)                       | 5-2         |                      |
| 30/08/1970 | D2-D3   | K. FC Dessel Sport (-III)     | K. Waterschei SV THOR Genk (II)     | 0-2         |                      |
| 30/08/1970 | D2-D3   | AS Oostende KM (-II)          | K. SC Hasselt (III)                 | 6-1         |                      |
| 29/08/1970 | D2-D3   | K. Cercle Brugge SV (II)      | K. SK Roeselare (III)               | 3-0         |                      |
| 30/08/1970 | D2-D3   | K. SK Tongeren (-III)         | R. Olympic CC (II)                  | 2-1         |                      |
| 30/08/1970 | D2-P    | VC Zwevegem Sport (-P)        | K. Beringen FC (-II)                | 3-5         |                      |
| 30/08/1970 | D2-P    | K. AC&V Brasschaat (-P)       | K. St-Niklaasse SK (II)             | 0-6         |                      |
| 30/08/1970 | D3-P    | Hoeselt VV (P)                | R. RC Tournaisien (-III)            | 0-2         |                      |

## Seizièmes de finale
À partir de ce tour, tirage au sort intégral, il n'y a plus aucune équipe protégée.

### Participants
Plus de participants pour les provinces de Luxembourg et de Namur. La Province de Limbourg qualifie au moins un club pour chacune des quatre plus divisions nationales.
| Province            | Clubs de Division 1 | Clubs de Division 2 | Clubs de Division 3 | Clubs de Promotion | Total |
| ------------------- | ------------------- | ------------------- | ------------------- | ------------------ | ----- |
| Totaux par division | 14                  | 14                  | 3                   | 1                  | 32    |
| Anvers              | 2                   | 4                   | 0                   | 0                  | 6     |
| Brabant             | 4                   | 1                   | 0                   | 0                  | 5     |
| Flandre occidentale | 2                   | 2                   | 0                   | 0                  | 4     |
| Flandre orientale   | 2                   | 2                   | 0                   | 0                  | 4     |
| Hainaut             | 1                   | 1                   | 1                   | 0                  | 3     |
| Liège               | 2                   | 2                   | 1                   | 0                  | 5     |
| Limbourg            | 1                   | 2                   | 1                   | 1                  | 5     |

### Résultats
- 32 Clubs, 16 rencontres programmées le 11 novembre 1970 (sauf 1 avancée au 10).
  - En plus de trois affrontements entre cercles de l'élite, quatre autres clubs de D1 sont éliminés, dont le tenant du titre.
  - Avec 8 qualifiés, la « D2 » place un club de mieux que la « D1 ».
  - La Division 3 compte encore un représentant avec Tongres qui sort le Racing White

| Dates      | Types | Visités                         | Visiteur                 | Score final | Remarques                                                            |
| ---------- | ----- | ------------------------------- | ------------------------ | ----------- | -------------------------------------------------------------------- |
| 11/11/1970 | D1-D1 | R. FC Liégeois (I)              | UR St-Gilloise (I)       | 4-5         | après prolongations (90 min: ?-?)                                    |
| 11/11/1970 | D1-D1 | Beveren-Waas SK (I)             | R. Standard CL (I)       | 0-4         |                                                                      |
| 11/11/1970 | D1-D1 | R. Charleroi SC (I)             | ARA La Gantoise (I)      | 0-1         |                                                                      |
| 11/11/1970 | D1-D2 | K. SV Waregem (I)               | K. Beringen FC (-II)     | 1-0         | après prolongations (90 min: 0-0)                                    |
| 11/11/1970 | D1-D2 | K. St-Niklaasse SK (II)         | R. SC Anderlechtois (I)  | 0-6         | jouée au stade Emile Versé                                           |
| 11/11/1970 | D1-D2 | K. Berchem Sport (II)           | R. Antwerp FC (-I)       | 1-0         |                                                                      |
| 11/11/1970 | D1-D2 | KV Mechelen (II)                | R. FC Brugeois T (I)     | 3-1         |                                                                      |
| 11/11/1970 | D1-D2 | K. Waterschei SV THOR Genk (II) | K. FC Diest (-I)         | 1-1         | après prolongations (2 × 15 min + 2 × 7 min 30 s) – Tirs au but: 2-1 |
| 10/11/1970 | D1-D3 | K. Beerschot VAV (I)            | R. FC Sérésien (III)     | 4-0         | après prolongations (90 min: 0-0)                                    |
| 11/11/1970 | D1-D3 | K. St-Truidense VV (I)          | R. RC Tournaisien (-III) | 4-2         |                                                                      |
| 11/11/1970 | D1-D3 | K. SK Tongeren (-III)           | R. Racing White (I)      | 2-2         | après prolongations (2 × 15 min + 2 × 7 min 30 s) – Tirs au but: 4-3 |
| 11/11/1970 | D2-D2 | K. RC Mechelen (II)             | R. CS Verviétois (II)    | 3-0         |                                                                      |
| 11/11/1970 | D2-D2 | K. FC Turnhout (II)             | K. Cercle Brugge SV (II) | 0-0         | après prolongations (2 × 15 min + 2 × 7 min 30 s) – Tirs au but: 5-4 |
| 11/11/1970 | D2-D2 | AS Oostende KM (-II)            | R. Daring CM (II)        | 0-2         |                                                                      |
| 11/11/1970 | D2-D2 | R. AA Louviéroise (-II)         | R. Tilleur FC (II)       | 1-2         |                                                                      |
| 11/11/1970 | D2-P  | K. SV Sottegem (II)             | K. Helzold FC (P)        | 2-1         |                                                                      |

## Huitièmes de finale

### Participants
La Province de Hainaut n'est plus représentée. Celle du Limbourg place un club des trois plus hautes divisions nationales.
| Province            | Clubs de Division 1 | Clubs de Division 2 | Clubs de Division 3 | Total |
| ------------------- | ------------------- | ------------------- | ------------------- | ----- |
| Totaux par division | 7                   | 8                   | 1                   | 16    |
| Anvers              | 1                   | 4                   | 0                   | 5     |
| Brabant             | 2                   | 1                   | 0                   | 3     |
| Flandre occidentale | 1                   | 0                   | 0                   | 1     |
| Flandre orientale   | 1                   | 1                   | 0                   | 2     |
| Liège               | 1                   | 1                   | 0                   | 2     |
| Limbourg            | 1                   | 1                   | 1                   | 3     |

### Résultats
- 16 Clubs, 8 rencontres programmées le 27 décembre 1971.
  - Pas de surprises majeures avec la qualification des principaux favoris.
  - De nombreux scores étriqués et quatre des huit rencontres nécessitant des prolongations.

| Dates      | Types | Visités                         | Visiteur              | Score final | Remarques                         |
| ---------- | ----- | ------------------------------- | --------------------- | ----------- | --------------------------------- |
| 27/12/1970 | D1-D1 | K. Beerschot VAV (I)            | UR St-Gilloise (I)    | 2-0         |                                   |
| 27/12/1970 | D1-D1 | R. SC Anderlechtois (I)         | K. SV Waregem (I)     | 3-1         |                                   |
| 27/12/1970 | D1-D2 | K. St-Truidense VV (I)          | R. Daring CM (II)     | 1-0         |                                   |
| 27/12/1970 | D1-D2 | ARA La Gantoise (I)             | KV Mechelen (II)      | 3-2         | après prolongations (90 min:?-?)  |
| 27/12/1970 | D1-D3 | K. SK Tongeren (-III)           | R. Standard CL (I)    | 0-1         | après prolongations (90 min: 0-0) |
| 27/12/1970 | D2-D2 | K. RC Mechelen (II)             | K. Berchem Sport (II) | 1-0         |                                   |
| 27/12/1970 | D2-D2 | K. FC Turnhout (II)             | R. Tilleur FC (II)    | 1-0         | après prolongations (90 min: 0-0) |
| 27/12/1970 | D2-D2 | K. Waterschei SV THOR Genk (II) | K. SV Sottegem (II)   | 2-3         | après prolongations (90 min:?-?)  |

## Quarts de finale

### Participants
La Province de Flandre occidentale n' a plus d'engagés.
| Province            | Clubs de Division 1 | Clubs de Division 2 | Total |
| ------------------- | ------------------- | ------------------- | ----- |
| Totaux par division | 5                   | 3                   | 8     |
| Anvers              | 1                   | 2                   | 3     |
| Brabant             | 1                   | 0                   | 1     |
| Flandre orientale   | 1                   | 1                   | 2     |
| Liège               | 1                   | 0                   | 1     |
| Limbourg            | 1                   | 0                   | 1     |

### Résultats
- 8 Clubs, 4 rencontres programmées le 13 février 1971.
  - Le tirage au sort ne programme qu'une seule confrontation « 100% D1 », mais pas n'importe laquelle puisqu'il s'agit d'Anderlecht-Standard.
  - Sottegem (D2) crée une petite surprise en allant s'imposer au stade Otten face à des « Buffalos » qui sont à la peine en championnat.

| Dates      | Types | Visités                 | Visiteur               | Score final | Remarques                         |
| ---------- | ----- | ----------------------- | ---------------------- | ----------- | --------------------------------- |
| 13/02/1971 | D1-D1 | R. SC Anderlechtois (I) | R. Standard CL (I)     | 2-1         | après prolongations (90 min: 1-1) |
| 13/02/1971 | D1-D2 | K. Beerschot VAV (I)    | K. RC Mechelen (II)    | 1-0         |                                   |
| 13/02/1971 | D1-D2 | K. FC Turnhout (II)     | K. St-Truidense VV (I) | 0-1         |                                   |
| 13/02/1971 | D1-D2 | ARA La Gantoise (I)     | K. SV Sottegem (II)    | 1-2         |                                   |

## Demi-finales

### Participants
| Province            | Clubs de Division 1 | Clubs de Division 2 | Total |
| ------------------- | ------------------- | ------------------- | ----- |
| Totaux par division | 3                   | 1                   | 4     |
| Anvers              | 1                   | 0                   | 1     |
| Brabant             | 1                   | 0                   | 1     |
| Flandre orientale   | 0                   | 1                   | 1     |
| Limbourg            | 1                   | 0                   | 1     |

### Résultats
- 4 Clubs, 2 rencontres programmées les 10 et 13 avril 1971.

| Dates      | Types | Visités                | Visiteur                | Score final | Remarques |
| ---------- | ----- | ---------------------- | ----------------------- | ----------- | --------- |
| 10/04/1971 | D1-D2 | K. St-Truidense VV (I) | K. SV Sottegem (II)     | 2-1         |           |
| 13/04/1971 | D1-D1 | K. Beerschot VAV (I)   | R. SC Anderlechtois (I) | 2-1         |           |

## Finale
| ·             |                      |      |
| Titulaires :  |                      |      |
|               |                      |      |
| G             | Helmut Brösch        |      |
| ArD           | Julien Van Opdorp    |      |
| DC            | Bob Dalving          |      |
| DC            | Guillaume Raskin     |      |
| ArG           | Yves Baré            |      |
| M             | Herman Houben        |      |
| M             | Jan Verheyen         |      |
| M             | Jean-Pierre Kasprzak | 111e |
| AiD           | Chris Stroybant      |      |
| A             | Arto Tolsa           |      |
| AiG           | Lothar Emmerich      |      |
|               |                      |      |
| Remplaçants : |                      |      |
| M             | Ivan De Ferm         | 111e |
|               |                      |      |
| Entraîneur :  |                      |      |
| András Béres  |                      |      |

| ·             |                     |      |
| Titulaires :  |                     |      |
|               |                     |      |
| G             | Mathieu Brands      |      |
| ArD           | Gustaaf Henderix    |      |
| DC            | Jean-Pierre Buntinx |      |
| DC            | Gustaaf Van Houdt   |      |
| ArG           | Kamiel Menten       | 91e  |
| MD            | Antoine Celis       |      |
| M             | Robert Jeuris       |      |
| MG            | Eddy Lievens        |      |
| AiD           | Eddy Koens          |      |
| A             | Odilon Polleunis    |      |
| AiG           | Michel Vanderloop   | 100e |
|               |                     |      |
| Remplaçants : |                     |      |
| M             | Roger Appeltans     | 91e  |
| M             | Karl-Heinz Wissmann | 100e |
|               |                     |      |
| Entraîneur :  |                     |      |
| Jean Claes    |                     |      |

| ·             |                      |      |
| Titulaires :  |                      |      |
|               |                      |      |
| G             | Helmut Brösch        |      |
| ArD           | Julien Van Opdorp    |      |
| DC            | Bob Dalving          |      |
| DC            | Guillaume Raskin     |      |
| ArG           | Yves Baré            |      |
| M             | Herman Houben        |      |
| M             | Jan Verheyen         |      |
| M             | Jean-Pierre Kasprzak | 111e |
| AiD           | Chris Stroybant      |      |
| A             | Arto Tolsa           |      |
| AiG           | Lothar Emmerich      |      |
|               |                      |      |
| Remplaçants : |                      |      |
| M             | Ivan De Ferm         | 111e |
|               |                      |      |
| Entraîneur :  |                      |      |
| András Béres  |                      |      |

| ·             |                     |      |
| Titulaires :  |                     |      |
|               |                     |      |
| G             | Mathieu Brands      |      |
| ArD           | Gustaaf Henderix    |      |
| DC            | Jean-Pierre Buntinx |      |
| DC            | Gustaaf Van Houdt   |      |
| ArG           | Kamiel Menten       | 91e  |
| MD            | Antoine Celis       |      |
| M             | Robert Jeuris       |      |
| MG            | Eddy Lievens        |      |
| AiD           | Eddy Koens          |      |
| A             | Odilon Polleunis    |      |
| AiG           | Michel Vanderloop   | 100e |
|               |                     |      |
| Remplaçants : |                     |      |
| M             | Roger Appeltans     | 91e  |
| M             | Karl-Heinz Wissmann | 100e |
|               |                     |      |
| Entraîneur :  |                     |      |
| Jean Claes    |                     |      |

## Statistiques

### Générales
- Nombre de finales jouées : 16 - (60 buts marqués)
  - Nombre de finales avec prolongation : 6 (7 buts marqués)
  - Nombre de finales avec tirs au but : 1 (7-6, 15 tirs)
- Joueurs expulsés lors en finale : 4
- Clubs participant aux finale :
  - Clubs de la plus haute division : 28
  - Clubs de deuxième division : 3
  - Clubs de troisième division : 1

### Par provinces
| # | Provinces                       | Vainqueurs | Finalistes | Total |
| - | ------------------------------- | ---------- | ---------- | ----- |
| 1 | Province d'Anvers               | 3          | 5          | 8     |
| 2 | Province de Brabant             | 5          | 4          | 9     |
| 3 | Province de Flandre-Occidentale | 2          | 2          | 4     |
| 4 | Province de Flandre-Orientale   | 2          | 1          | 3     |
| 5 | Province de Hainaut             | 1          | 0          | 1     |
| 6 | Province de Liège               | 3          | 2          | 5     |
| 7 | Province de Limbourg            | 0          | 2          | 2     |
| 8 | Province de Luxembourg          | 0          | 0          | 0     |
| 9 | Province de Namur               | 0          | 0          | 0     |

| # | Provinces                   | Victoires | Place de finaliste | Total |
| - | --------------------------- | --------- | ------------------ | ----- |
| 1 | Province du Brabant flamand | 0         | 1                  | 1     |
| 2 | Province de Brabant wallon  | 0         | 0                  | 0     |
| 3 | Bruxelles                   | 5         | 3                  | 8     |

### Clubs avec plus d'une victoire
- R. Standard CL: 3 (1954, 1966, 1967)
- Union Royale St-Gilloise: 2 (1913, 1914)
- R. FC Brugeois: 2 (1968, 1970)